# Genetische Verwandtschaft (Linguistik)
Als genetisch verwandt bezeichnet man in der Linguistik Sprachen, die auf eine gemeinsame Ursprache zurückgehen. Darüber hinaus bezeichnet „genetisch“ in der Linguistik allgemein eine Klasse von Fragestellungen und Problemen, welche bestimmte Aspekte der Entstehung oder Herkunft einer Sprache betreffen. Genetisch miteinander verwandte Sprachen fasst man zu einer Sprachfamilie oder, allgemeiner, zu einer genetischen Einheit zusammen. Miteinander verwandte Sprachen zeichnen sich durch gemeinsame Entwicklungen (z. B. in Phonologie, Wortbildung, Morphologie) aus. Die Sprachverwandtschaft wird üblicherweise, nach August Schleicher, in Form eines Stammbaums dargestellt (Stammbaumtheorie). Man bezeichnet deshalb Sprachen dann als verwandt, wenn sie von einer gemeinsamen Ursprache oder Grundsprache abstammen (siehe auch Sprachwandel).

## Abgrenzung zu anderen sprachlichen Ähnlichkeiten
Sprachen können aus verschiedenen Gründen ähnliche Eigenschaften haben; Ähnlichkeiten zwischen Sprachen müssen nicht auf gemeinsamer Herkunft aus einer Ursprache beruhen, sondern können andere Gründe haben:
- Zufall: Ein Grund für sporadische Ähnlichkeiten kann Zufall sein: So gibt es nur eine begrenzte Anzahl von Lauten, die der menschliche Vokaltrakt artikulieren kann, und so kann sich die Aussprache von Wörtern so entwickeln, dass sie sich ähneln, ohne dass es eine gemeinsame historische Beziehung gibt: Das griechische Wort théos und das lateinische deus sind Beispiele für historisch nicht miteinander verwandte Wörter (für deutsch Gott).[4]

- Sprachkontakt und Entlehnung: Ferner gibt es daneben auch vereinzelte Gemeinsamkeiten zwischen Sprachen, die aus Sprachkontakt herrühren: So gibt es in vielen Sprachen wie Englisch oder Deutsch das Wort Iglu, das aus dem Inuit entlehnt ist. Hier ist die Ähnlichkeit zwischen Englisch und Inuit ein Ergebnis von Entlehnung, nicht von genetischer Verwandtschaft der Sprachen.[4] Auch die Ähnlichkeiten zwischen Spanisch und dem yukatekischen Maya basieren auf Lehnverwandtschaft: Die Sprachen sind getrennt entstanden und kamen erstmals durch die spanische Conquista Lateinamerikas in Kontakt.[5]

- Sprachuniversalien: Eine weitere Ursache für sprachliche Ähnlichkeiten können auch Sprachuniversalien sein, gemeinsame Eigenschaften aller natürlichen Sprachen. Zu diesen Sprachuniversalien zählen etwa Lautmalerei, d. h., Wörter klingen wie ihre Bedeutung: Das deutsche Wort Kuckuck und das englische cuckoo imitieren den Ruf des Vogels, den die Wörter bezeichnen.[4]

Wenn zwei oder mehrere Sprachen Ähnlichkeiten zeigen, die systematisch und so zahlreich sind, dass sie nicht auf Zufall, Entlehnung oder Sprachuniversalien zurückgeführt werden können, ist die wahrscheinlichste Hypothese, dass die Sprachen auf eine gemeinsame Ursprache zurückgehen und miteinander verwandt sind.

## Komparative oder historisch-vergleichende Methode
Der Nachweis, dass zwei oder mehrere Sprachen genetisch miteinander verwandt sind, gilt als erbracht, wenn als Kriterien für Sprachverwandtschaft beobachtete, untersuchte und akzeptierte Phänomene beschreibbar sind. Beispielsweise belegen lautgesetzliche Phonementsprechungen, dass Sprachen wie Spanisch, Italienisch, Französisch und Portugiesisch miteinandere verwandt sind (alle gehen auf eine gemeinsame Ursprache zurück, das Vulgärlatein):
| Spanisch | Italienisch | Französisch | Portugiesisch | Deutsche Übersetzung |
| -------- | ----------- | ----------- | ------------- | -------------------- |
| dos      | due         | deux        | dois          | zwei                 |
| diez     | dieci       | dix         | dez           | zehn                 |
| diente   | dente       | dent        | dente         | Zahn                 |
| de       | di          | de          | de            | von                  |
| duermen  | dormono     | dorment     | dormem        | sie schlafen         |

Die Analyse verschiedener Sprachen und die Herausarbeitung systematischer Ähnlichkeiten, die nicht auf Zufall, Sprachuniversalien oder Entlehnung zurückzuführen sind, wird als komparative oder historisch-vergleichende Methode bezeichnet. Um zufällige Ähnlichkeiten zwischen Sprachen auszuschließen, muss die Methode beweisen, dass die herausgearbeiteten Ähnlichkeiten zwischen verschiedenen Sprachen einem Gesetz folgen. Deshalb reicht es in der historisch-vergleichenden Methode nicht, nur eine ähnliche Aussprache zwischen Wörtern oder Morphemen mit gleicher Bedeutung relevant, sondern die Ähnlichkeiten mussten ein regelmäßiges Muster aufweisen und z. B. durch Lautgesetze beschreibbar sein. Neben dem Nachweis der genetischen Verwandtschaft ist ein weiteres Ziel der historischen und vergleichenden Sprachwissenschaft die Rekonstruktion der Ursprache oder Proto-Sprache, von der die genetisch miteinander verwandten Sprachen abstammen.

## Erklärungsmodelle für genetische Verwandtschaft der Sprachen

### Biblische Erklärungen
Bis etwa zur Mitte des 18. Jahrhunderts wurde die Ähnlichkeit zwischen Sprachen vor allem biblisch begründet. Im Alten Testament finden sich einige Narrative, die die Vielfalt der Sprachen auf der Welt erklären:
- Die Vertreibung aus dem Paradies: Nach Gen 8,15–22 EU gelten Noah, seine Frau, dessen drei Söhne Sem, Ham und Jafet und deren Ehefrauen in der zehnten Generation nach Adam und Eva als die Stammeltern der gesamten Menschheit. Nach den Söhnen Noahs wurden daher große Sprachfamilien benannt (Semitische Sprachen, Hamitische Sprachen, Japhetitische Sprachen), sowie linguistisch untermauerte ideologische Theoriegebäude errichtet, die auf die genetische Zusammengehörigkeit bestimmter Sprach- und Volksgruppen und deren Implikationen verweisen (Antisemitismus, Hamitentheorie, Japhetitentheorie). Auch in der angenommenen nostratischen Sprachfamilie und in der eurasiatischen Sprachfamilie bilden die Sprachen der „Nachkommen Noahs“ den Kern.[10]

- Der Turmbau zu Babel und die Babylonische Sprachverwirrung: Nach Gen 11,1–9 EU erfolgte nach dem sündhaften Bau des Turmes zu Babel als Strafe Gottes die Aufspaltung der einheitlichen Menschheitssprache in viele nicht mehr untereinander verständliche Sprachen (confusio linguarum).[10]

Mit William Jones’ Entdeckung, dass Sanskrit mit Latein und Griechisch verwandt ist und möglicherweise auch mit Gotisch, Keltisch und Persisch, war der Ursprung der Indogermanistik und der Suche nach einer indogermanischen Ur- oder Proto-Sprache. Jones selbst blieb jedoch in seinem Denken noch in biblischen Erklärungen für die sprachlichen Ähnlichkeiten verhaftet. Langfristig trugen Jones’ Erkenntnisse jedoch zum Ende einer religiös motivierten Ethnographie bei. Ende des 18. Jahrhunderts beriefen sich Gelehrte nicht mehr auf die Bibel als Erklärungsmodell für Urgeschichte oder Philologie.

### Stammbaumtheorie
Die Stammbaumtheorie in der Linguistik wurde von August Schleicher Mitte des 19. Jahrhunderts entwickelt, um die Ähnlichkeit zwischen Sprachen zu erklären. Nach dieser Theorie entwickeln sich Sprachen analog der Evolution biologischer Arten aus einer Ursprachen (Protosprache) entwickeln. Aus der Ursprache entwickeln sich Tochtersprachen, und die Verwandtschaftsverhältnisse lassen sich wie in der Biologie in Stammbäumen darstellen.

### Wellentheorie
Die Wellentheorie der Sprachentwicklung wurde ursprünglich von Hugo Schuchardt 1870 in die historische Sprachwissenschaft eingeführt und von Johannes Schmidt weiterentwickelt. Nach dieser Theorie entstanden die Ähnlichkeiten zwischen indogermanischen Sprachen auch aufgrund allmählicher räumlicher Verbreitung sprachlicher Neuerungen.
Die Wellentheorie ergänzt die von August Schleicher entwickelte Stammbaumtheorie. Mithilfe der Wellentheorie kann die Ausbreitung bestimmter sprachlicher Erscheinungen über Sprachgrenzen hinaus einfacher erklärt werden.

## Abgrenzung zur genetischen Verwandtschaft in der Biologie
Abgegrenzt werden muss der Begriff der genetischen Verwandtschaft in der Linguistik von dem Begriff der genetischen Verwandtschaft in der Biologie, im speziellen Fall in der Anthropologie bzw. Ethnologie: Die Sprecher von genetisch verwandten Sprachen müssen nicht auch ethnisch (biologisch-genetisch) verwandt sein. Als Beispiel dafür kann das Spanische dienen: Ein Teil der Bevölkerung Lateinamerikas spricht Spanisch als Muttersprache, gehört aber unterschiedlichen Ethnien an.
Die Kreolsprachen lassen sich ebenfalls nicht mit den Begriffen der genetischen Verwandtschaft erfassen. Sie werden von einer eigenen Unterabteilung der Linguistik, der Kreolistik, untersucht. Ähnlich wie die Kreolsprachen lassen sich auch die meisten Plansprachen nicht oder nur schwer genetisch klassifizieren, obwohl man deren Ursprung meist genau kennt.

### Deutschsprachig
- Sylvain Auroux (Hrsg.): Geschichte der Sprachwissenschaften: Ein internationales Handbuch zur Entwicklung der Sprachforschung von den Anfängen bis zur Gegenwart. De Gruyter, 2006, ISBN 3-11-016736-0.
- Hadumod Bußmann (Hrsg.) unter Mitarbeit von Hartmut Lauffer: Lexikon der Sprachwissenschaft. 4., durchgesehene und bibliographisch ergänzte Auflage. Kröner, Stuttgart 2008, ISBN 978-3-520-45204-7, (Hier insbesondere die Lemmata „Klassifikation der Sprachen“, „Protosprache“, „Sprachfamilie“).
- Helmut Glück (Hrsg.): Metzler Lexikon Sprache. 4. Auflage, Metzler, Stuttgart/Weimar 2010, (Hier insbesondere die Lemmata „Genetisch“, „Sprachverwandtschaft“ und „Historisch-vergleichende Sprachwissenschaft“).
- Ernst Kausen: Die indogermanischen Sprachen von der Vorgeschichte bis zur Gegenwart. Buske, Hamburg 2012, ISBN 978-3-87548-612-4.
- Ernst Kausen: Die Sprachfamilien der Welt. Teil 1: Europa und Asien. Buske, Hamburg 2013, ISBN 978-3-87548-655-1.
- Ernst Kausen: Die Sprachfamilien der Welt. Teil 2: Afrika – Indopazifik – Australien – Amerika. Buske, Hamburg 2014, ISBN 978-3-87548-656-8.
- Ernst Kausen: Die Sprachfamilien der Welt. 2 Teile. Buske, Hamburg 2020, ISBN 978-3-96769-046-0, S. 2384 (Sonderausgabe).

### Englischsprachig
- Benjamin W. Fortson IV: Indo-European Language and Culture: an introduction. Blackwell, Oxford 2004, ISBN 1-4051-0316-7.
- Merritt Ruhlen: A Guide to the World's Languages, Volume 1: Classification. Stanford University Press, Stanford 1987, Nachdruck 2000 (das grundlegende Werk zur Geschichte der genetischen Klassifikation).
- Joseph H. Greenberg: Genetic Linguistics. Essays on Theory and Method. Oxford University Press, Oxford 2005.
- M. Paul Lewis (Hrsg.): Ethnologue: Languages of the World. 16. Auflage. SIL, Dallas 2009 (enthält aktuelle Hypothesen genetischer Klassifikationen aller Sprachen weltweit).
- William Croft: Typology and Universals. 2. Auflage. Cambridge Textbooks in Linguistics, Cambridge University Press, Cambridge 2003, ISBN 0-521-00499-3.
- Merritt Ruhlen: On the Origin of Languages: Studies in Linguistic Taxonomy. Stanford University Press, Stanford 1994.